# Gnophos hypotaenia
Gnophos hypotaenia är en fjärilsart som beskrevs av Eugen Wehrli 1939. Gnophos hypotaenia ingår i släktet Gnophos och familjen mätare. Inga underarter finns listade i Catalogue of Life.